# Chester Alan Arthur
Chester Alan Arthur, cunoscut și ca Chester A. Arthur, (n. 5 octombrie 1829 - d. 18 noiembrie 1886) a fost un politician american, cel de-al douăzecilea vicepreședinte, care a servit ca cel de-al douăzeci și unulea președinte al Statelor Unite ale Americii pentru un singur mandat incomplet (1881 - 1885).  Arthur a fost membru al Partidului Republican și a fost activ ca avocat până în momentul preluării mandatului de președinte al Statelor Unite ale Americii, fiind vicepreședintele celui de-al douăzecilea președinte, James A. Garfield care a fost împușcat mortal în ziua de 2 iulie 1881 de către Charles Guiteau⁠(d) și a decedat la data de 19 septembrie 1881.  Astfel, Arthur a devenit președinte și a deținut această funcție până la 3 martie 1885.
Înainte de a intra pe scena politicii naționale a SUA, Arthur a fost Collector of Customs pentru Portul orașului⁠(d) New York.  A fost nominalizat pentru acel post de către președintele Ulysses S. Grant, dar a fost concediat de către președintele Rutherford B. Hayes, fiind sub o suspiciune falsă de luare de mită și, respectiv, de corupție politică.  A fost un important aliat politic al lui Roscoe Conkling⁠(d).  Printre realizările sale  cele mai importante ca președinte, se numără reforma Serviciului Civil american și promulgarea legii legată de aceasta, cunoscută ca „Pendleton Act”⁠(d). Această importantă contribuție a lui Arthur la legislația serviciului civil, i-a atras acestuia supranumele de "Părintele Serviciului Civil" (în engleză, "The Father of Civil Service").

## Biografie
Chester Alan Arthur s-a născut pe 5 octombrie 1829, în Fairfield, Vermont. Mama lui Arthur, Malvina Stone, s-a născut în Berkshire, Vermont, fiica lui George Washington Stone și a Judith Stevens. Familia ei era de origine engleză și galeză, iar bunicul ei, Uriah Stone, a făcut serviciul armat în Armata Continentală în timpul Revoluției Americane. Tata lui Arthur, William Arthur, s-a născut în Dreen, Cullybackey, Comitatul Antrim, Irlanda, într-o familie prezbiteriană, descendenți irlandezi; a absolvit colegiul din Belfast și a emigrat în provincia Canada de Jos în 1819 sau 1820.  Malvina Stone s-a întâlnit cu William Arthur când acesta preda la școala din Dunham, Quebec, lângă granița cu Vermont.